# Åkerfundet
Åkerfundet er et norsk grav- eller offerfund fra Åker gård i Hamar i Hedmark. Fundet blev gjort under dyrkning på en bakketop nord for gården mellem 1862 og 1912. Der blev fundet 15 genstander. I 1992 blev der ved arkæologiske undersøgelser fundet 60 nye genstande fra samme fund. Genstandene er dateret til ca. 575 e.Kr.: germansk jernalder:
- Åkerspændet, et 11 cm lang bæltespænde af forgyldt sølv, bronze og ædelsten
- Dekorerede skjoldbeslag
- Skjoldbule
- Dele af et ringsværd med sølv- og bronzedekorerede detaljer
- Stempeldekorerede beslag – muligvis dele af skjolddekoration
- Bronzespænder fra seletøj

Genstandene er af meget høj kvalitet og har haft høj symbolværdi i samtiden. Fundet er unikt i Norden. Den nærmeste parallel er den meget rige Sutton Hoo-grav i Suffolk i England. Genstandene fra åkerfundet er tolket således, at der i området har eksisteret en rig overklasse med forbindelse til resten af Europa.